# Simone di Montfort (morto nel 1187)
Simone di Montfort in francese: Simon de Montfort (... – agosto 1187) fu signore di Montfort-l'Amaury dal 1181 fino alla sua morte.

## Origine
Secondo l'abate e storico normanno, priore dell'abbazia di Bec e sedicesimo abate di Mont-Saint-Michel, Roberto di Torigni, nel suo Chronique de Robert de Torigni, abbé du Mont-Saint-Michel, tome II, Simone era il figlio maschio secondogenito del Signore di Montfort-l'Amaury, Épernon e Houdan e Conte di Évreux, Simone III detto il Calvo e della moglie, Matilde (Simon iste comes Ebroicensis et Mahaudis uxor eius), come viene confermato dal Cartulaire de Notre-Dame des Vaux de Cernay, Tome I, di cui non si conoscono gli ascendenti.
Secondo il documento n° LIV del Cartulaire de Notre-Dame des Vaux de Cernay, Tome I, Simone III di Montfort detto il Calvo era il figlio maschio secondogenito del Signore di Montfort-l'Amaury, Épernon e Houdan e Conte di Évreux, Amalrico III e della seconda moglie, Agnese di Garlande, figlia di Anseau de Garlande, signore di Rochefort-en-Yvelines e della moglie di cui non si conosce il nome e che portava in dote Rochefort-en-Yvelines.

## Biografia
Suo padre, Simone III morì nel 1181, secondo l'Obituarium ecclesiæ Ebroicensis, il 13 marzo; anche gli Obituaires de la province de Sens. Tome 2, Abbaye de Haute-Bruyère ricordano che Simone detto il Calvo fu sepolto a Évreux e nell'abbazia i funerali si svolsero nel maggio del 1181; infine Roberto di Torigni ricorda la morte nel 1182, dicendo che il figlio primogenito, Amalrico, gli succedette nella contea di Évreux, mentre Simone, il figlio secondogenito, gli succedette nei territori francesi, le signorie di Montfort e Rochefort. Anche gli Annales Cestrienses, riportano la morte di Simone III, ricordando che era suocero del conte di Chester, Ugo di Kevelioc.
Il padre, che durante le guerre tra il re di Francia, Luigi VII e il re d'Inghilterra e duca di Normandia, Enrico II, si era spesso trovato a disagio dovendo schierarsi, in questo modo aveva lasciato il feudo normanno al primogenito e il feudo francese a Simone. Nonostante ciò, Enrico II era riuscito a far sposare Simone con una nobile inglese:Amicia di Leicester.
Simone, che fu il quarto signore Montfort che portava il nome di Simone, governò per pochi anni i suoi feudi; infatti l'Obituarium ecclesiæ Ebroicensis, ricorda la morte di Simone nel mese di agosto 1187, precisando che fu inumato nella Prieuré de Haute-Bruyère, presso Saint-Rémy-l'Honoré e nelle signorie di Montfort e Rochefort gli succedette il suo figlio primogenito, anche lui di nome Simone, come Simone IV.

## Matrimonio e discendenza
Simone aveva sposato, nel 1170 Amicia di Leicester come viene confermato dal documento n° LIV del Cartulaire de Notre-Dame des Vaux de Cernay, Tome I, che secondo la Chronica Albrici Monachi Trium Fontium era la sorella del Conte di Leicester, Robert de Beaumont, IV conte di Leicester, quindi figlia di Robert de Beaumont, III conte di Leicester e di Petronilla, figlia di William de Grandmesnil. Il documento n° LV del Cartulaire de Notre-Dame des Vaux de Cernay, Tome I conferma che Amicia (Amicia uxore mea) aveva sposato Simone (Simon de Monte Forti). Alla morte del fratello, Robert de Beaumont, IV conte di Leicester, Amicia si appropriò del titolo, che passò al proprio primogenito, Simone. all'inizio del 1188, Amicia si sposò, in seconde nozze, con Guillaume des Barres. Amicia morì il 10 settembre 1215 e fu tumulata nella Prieuré de Haute-Bruyère, presso Saint-Rémy-l'Honoré.
Da Amicia Simone ebbe tre figli:
- Simone[7] († 1218),  signore di Montfort-l'Amaury e quinto conte di Leicester[11], conte di Tolosa, duca di Narbona, visconte di Béziers e visconte di Carcassonne. Fu al comando della crociata albigese;
- Guido di Montfort[7] († 1228), signore di Bréthencourt;
- Petronilla († 1216), che sposò Bartolomeo di Roye.[12]

## Ascendenza
|                        |   |                       | Genitori              |  |  | Nonni |  |  | Bisnonni             |  |  | Trisnonni            |  |
|                        |   |                       |                       |  |  |       |  |  | Simone I di Montfort |  |  | Amaury I di Montfort |  |
|                        |   |                       |                       |  |  |       |  |  | Simone I di Montfort |  |  | Amaury I di Montfort |  |
|                        |   | Bertrada              |                       |  |  |       |  |  | Simone I di Montfort |  |  |                      |  |
| Amaury III di Montfort |   |                       |                       |  |  |       |  |  | Simone I di Montfort |  |  |                      |  |
|                        |   | Agnese d'Évreux       | Riccardo d'Évreux     |  |  |       |  |  |                      |  |  |                      |  |
|                        |   | Agnese d'Évreux       | Riccardo d'Évreux     |  |  |       |  |  |                      |  |  |                      |  |
|                        |   | Agnese d'Évreux       | Codechilde di Conches |  |  |       |  |  |                      |  |  |                      |  |
| Simone III di Montfort |   | Agnese d'Évreux       |                       |  |  |       |  |  |                      |  |  |                      |  |
|                        |   | Anseau di Garlande    | …                     |  |  |       |  |  |                      |  |  |                      |  |
|                        |   | Anseau di Garlande    | …                     |  |  |       |  |  |                      |  |  |                      |  |
|                        |   | Anseau di Garlande    | …                     |  |  |       |  |  |                      |  |  |                      |  |
| Agnese di Garlande     |   | Anseau di Garlande    |                       |  |  |       |  |  |                      |  |  |                      |  |
|                        |   | Beatrice di Montlhéry | …                     |  |  |       |  |  |                      |  |  |                      |  |
|                        |   | Beatrice di Montlhéry | …                     |  |  |       |  |  |                      |  |  |                      |  |
|                        |   | Beatrice di Montlhéry | …                     |  |  |       |  |  |                      |  |  |                      |  |
| Simone di Montfort     |   | Beatrice di Montlhéry |                       |  |  |       |  |  |                      |  |  |                      |  |
|                        | … | …                     |                       |  |  |       |  |  |                      |  |  |                      |  |
|                        | … | …                     |                       |  |  |       |  |  |                      |  |  |                      |  |
|                        | … | …                     |                       |  |  |       |  |  |                      |  |  |                      |  |
| …                      | … |                       |                       |  |  |       |  |  |                      |  |  |                      |  |
|                        |   | …                     | …                     |  |  |       |  |  |                      |  |  |                      |  |
|                        |   | …                     | …                     |  |  |       |  |  |                      |  |  |                      |  |
|                        |   | …                     | …                     |  |  |       |  |  |                      |  |  |                      |  |
| Matilde                |   | …                     |                       |  |  |       |  |  |                      |  |  |                      |  |
|                        |   | …                     | …                     |  |  |       |  |  |                      |  |  |                      |  |
|                        |   | …                     | …                     |  |  |       |  |  |                      |  |  |                      |  |
|                        |   | …                     | …                     |  |  |       |  |  |                      |  |  |                      |  |
| …                      |   | …                     |                       |  |  |       |  |  |                      |  |  |                      |  |
|                        |   | …                     | …                     |  |  |       |  |  |                      |  |  |                      |  |
|                        |   | …                     | …                     |  |  |       |  |  |                      |  |  |                      |  |
|                        |   | …                     | …                     |  |  |       |  |  |                      |  |  |                      |  |
|                        |   | …                     |                       |  |  |       |  |  |                      |  |  |                      |  |

### Fonti primarie
- (LA)  Cartulaire de Notre-Dame des Vaux de Cernay, Tome I.
- (LA)  Monumenta Germaniae Historica, tomus XXIII.
- (LA)  Rerum Gallicarum et Francicarum Scriptires, tomus XII.
- (LA)  Rerum Gallicarum et Francicarum Scriptires, tomus XXIII.
- (LA)  Annales Cestrienses.
- (LA)  Chronique de Robert de Torigni, abbé du Mont-Saint-Michel, tome II.
- (LA)  Obituaires de la province de Sens. Tome 2.

### Letteratura storiografica
- Louis Halphen, "La Francia: Luigi VI e Luigi VI (1108-1180)", cap. XVII, vol. VI (Declino dell'impero e del papato e sviluppo degli stati nazionali) della Storia del Mondo Medievale, 1999, pp. 705–739.